# Bendroflumethiazide
Bendroflumethiazide, trước đây là bentrofluazide, tên thương mại Aprinox, là một thuốc lợi tiểu thiazide dùng để điều trị tăng huyết áp.
Bendroflumethiazide là một thuốc lợi tiểu thiazide hoạt động bằng cách ức chế tái hấp thu natri ở đầu ống lượn xa (DCT). Nước bị mất do có nhiều natri đến ống góp. Bendroflumethiazide có vai trò trong điều trị suy tim nhẹ mặc dù thuốc lợi tiểu quai tốt hơn để giảm quá tải. Công dụng chính của bentroflumethiazide hiện nay là tăng huyết áp (một phần của tác dụng là do giãn mạch).
Nó được cấp bằng sáng chế vào năm 1958 và được chấp thuận cho sử dụng y tế vào năm 1960.

## Tác dụng phụ
Tác dụng phụ thường gặp:
- cảm thấy chóng mặt do hạ huyết áp tư thế
- khô miệng hoặc cảm thấy khát nước
- buồn nôn
- đau bụng
- mệt mỏi
- tiêu chảy hoặc táo bón
- đau khớp do bệnh gút

Tác dụng phụ hiếm gặp:
- giảm tiểu cầu
- mất bạch cầu hạt
- phát ban nhạy cảm ánh sáng
- viêm tụy
- bệnh thận mạn tính

### Rượu
Bendroflumethiazide được biết là có tương tác bất lợi với rượu. Người ta khuyên rằng những người sử dụng thuốc lợi tiểu này nên kiêng uống rượu trong khi sử dụng, vì có thể bị giảm huyết áp đột ngột, đặc biệt là khi đứng lên (một tác động được gọi là hạ huyết áp tư thế).

### Những ý kiến khác
Không nên sử dụng Bendroflumethiazide cho phụ nữ mang thai, hoặc phụ nữ vừa mới sinh. Do tính chất của thuốc, nó có thể truyền vào sữa mẹ và do đó cho trẻ. Người ta cũng biết rằng bentroflumethiazide ngăn chặn việc sản xuất sữa mẹ. Phụ nữ mang thai hoặc cho con bú bị tăng huyết áp có thể cần thảo luận với người kê đơn của họ về việc điều trị thay thế có thể phù hợp hơn. Bendroflumethiazide cũng có thể làm giảm kỹ năng vận động của người dùng, do đó, điều quan trọng là phải nhận thức được tác động của nó và thận trọng khi vận hành máy móc lái xe.